# Anzin
Anzin település Franciaországban, Nord megyében. Lakosainak száma 13 417 fő (2022. január 1.). Anzin Beuvrages, Valenciennes, Bruay-sur-l’Escaut, Petite-Forêt és Raismes községekkel határos.

## Népesség
A település népességének változása:
| Lakosok száma | 13 092 | 13 587 | 13 586 | 13 305 | 13 303 | 13 329 | 13 195 | 13 422 | 13 417 |
|               | 2013   | 2015   | 2016   | 2017   | 2018   | 2019   | 2020   | 2021   | 2022   |